# Ямагата Аритомо
Аритомо Ямагата (на японски: 有朋山縣) е японски офицер и политик.
Нареждан е сред архитектите на военните и политическите устои на Япония през ерата Мейджи. Възхваляван от едни като новатор във военните реформи и „баща“ японската армия, той е остро критикуван от други като краен консерватор в политиката. Близо 30 години Ямагата е сред най-влиятелните личности на японската политическа сцена, но опозицията му на парламентарното управление и участието на гражданите в него, както и неговия суров характер и студенина, го превръщат и в един от най-непопулярните политици в историята на
Япония.

## Ранни години
Аритомо Ямагата (Кьосуке Ямагата) се ражда на 14 юни 1838 г. в град Хаги (префектура Ямагучи) в семейството на самурай от най-нисък ранг. Още като дете постъпва в самурайската школа „Мейринкен“ на клана Чошу, а по-късно завършва частното училище „Шокасонджуку“ в родния си град, ръководено тогава от Йошида Шоин. Там става ревностен привърженик на учението на Йошида, призоваващ към възстановяване на императорската власт и прогонване на чужденците от Япония.
Под влияние на тези идеи в 1862 г. Ямагата заминава за Киото и Едо (днешно Токио), където се среща с други реформатори, споделящи подобни възгледи, а през 1863 г. се записва в паравоенния отряд на Такасуги Шинсаку, отбраняващ протока Шимоносеки. През 1864 г., по време на обстрел на Шимоносеки от нидерландски, английски, френски и американски кораби, Ямагата е ранен. Скоро властите на Чошу капитулират пред войските на шогуната и са задължени да възпрепятстват чуждото присъствие на острова. След като се възстановява, Ямагата се включва активно в борбата за власт в Чошу, където за известно време взема връх самурайската групировка, но скоро е изместена от буржоазната опозиция. По онова време Ямагата вече ръководи собствен военен отряд и се сражава срещу войските на шогуната, изпратени да установят контрол над Чошу.
Стремейки се да сложи край на съперничеството и обтегнатите отношения между клановете на Чошу и Сацума, Ямагата подкрепя плана за съюз между 2-те княжества на Сакамото Рьома и той се сключва през 1866 г. Това е времето, когато Ямагата за първи път се включва в политиката, участвайки активно в Реставрацията Мейджи.
По време на гражданската война от 1867 – 1868 г. той е щабен офицер в командването на императорските войски, участващи в потушаването на съпротивата в северните райони на Хоншю. През 1896 г. Ямагата и Сайго Цугумичи са избрани да заминат за Европа и се запознават с местните военни системи.

## Кариера в администрацията
След връщането си в Япония през 1870 г. Ямагата е назначен за втори заместник-министър на войната, през 1872 г. – за заместник-министър, а от 1873 г. – за министър. През тези години, воден от убеждението, че „увеличаването на армията и флота са насъщни и най-важни задачи, за чието решаване правителството не трябва да жали никакви усилия“, Ямагата полага големи усилия за създаването на редовна армия. Под непосредственото ръководство на Ямагата през март 1871 г. е организирана императорска гвардия от 10 000 души, чието ядро съставляват елитни воини от княжествата Чошу, Сацума и Тоса. През ноември 1872 г. е издаден закон за всеобща военна повинност, според който всички мъже, достигнали 20-годишна възраст, трябва да отбият воинския си дълг, а в 1879 г. е създаден Генерален щаб по германски модел, който осигурява независимостта на армията от граждански контрол. Тези и други мерки на Ямагата по създаването на дисциплинирана и боеспособна армия са изложени в Императорския рескрип за войниците и моряците, издаден през 1882 г. Като цяло влиянието на Ямагата в армията остава силно до смъртта му, а негови протежета са членове на висшето военно командване чак до началото на 20-те години на ХХ век. Тези нововъведения са тествани още в 1877 г., когато Ямагата командва модернизираната императорска армия срещу бунта в Сацума, воден от Сайго Такамори. В средата на 1880-те години организаторските способности на Ямагата се проявяват и във вътрешната политика. В първото правителство на Хиробуми Ито той заема поста на вътрешен министър (1885 – 1888) и като такъв ръководи създаването на силен централизиран полицейски апарат, разработва законопроекти насочени срещу политическата опозиция, и реорганизира местните органи на управление, давайки им повече права да поддържат обществения ред. За тази цел той отново пътува в Европа, където се запознава със системите за местно самоуправление.

## Първо правителство (1899 – 1891)
След завръщането си, на 24 декември 1899 г., Аритомо Ямагата сформира своя първи кабинет, в който заема и поста на вътрешен министър. През неговото мандат е свикан първият японски парламент, а в страната е въведено ново административно-териториално деление, премахващо старите феодални владения и въвеждащо префектури. Независимо от това той поддържа с неохота конституционната система, завещана от Хиробуми Ито, и остава твърд привърженик на идеята, че избирания пряко от народа парламент не трябва да се меси в работата на правителството. Във втория кабинет на Хиробуми, Ямагата е министър на правосъдието, през 1891 г. е назначен за пожизнен генро, а от 1893 г. застава начело и на Тайния съвет. На тези постове той полага усилия да държи лидерите на политически партии далеч от формирането на правителства и се опитва да издига за министър-председатели свои последователи. Едва в 1918 г. Ямагата се примирява и приема идеята за партийно управление.

## Участие в Японско-китайската война (1894)
Ямагата е пламенен адвокат на агресивната външна политика, основана на нуждата от разширяване на японския отбранителен периметър до Корея и континентална Азия. Така през 1894 г. той подкрепя с голямо въодушевление войната с Китай и взема лично участие в бойните действия, като командващ Първа армия. Докато е на този пост обаче се разболява и е върнат в Япония, а след сключването на мира ръководи изтеглянето на японските войски. След поражението на Пекин във войната Япония установява контрол над Корейския полуостров и усилва значително позициите си в Китай, което предизвиква недоволство от страна на редица държави и в частност на Русия. В резултат на натиска от страна на Петербург, Япония е принудена да се откаже от част от изключителните си права в Корея и да подпише т.нар. Протокол Ямагата-Лобанов (1896).

## Второ правителство (1898 – 1900)
През 1898 г. Ямагата е произведен в чин фелдмашал и е натоварен отново със сформирането на правителство. Втория му мандат начело на страната е белязан от работнически вълнения, в отговор, на които правителството приема Закон за защита на реда и спокойствието (1900), поставящ на практика синдикатите извън закона и забранява стачките. Сключвайки споразумение с Конституционната партия Ямагата успява да прокара в парламента и бюджет, предвиждащ значително увеличение на разходите за армията. За да се осигурят необходимите средства за въоръжение са увеличени поземления и някои други данъци, въвежда са нови като подоходния и върху производството на саке. Второто правителство на Ямагата има също така задачата да подготви страната за война с Русия. В 1900 г. по нареждане на Ямагата е изпратена войска в Пекин, която взема участие в интервенцията на осем държави в Китай. На 19 октомври 1900 г. обаче правителството е принудено да подаде оставка, тъй като губи парламентарната подкрепа от страна на Конституционната партия.

## Късни години
4 години по-късно, по време на Руско-японската война (1904 – 1905), Ямагата заема поста началник на Генералния щаб на японската армия и участва в бойните действия. Междувременно, в 1907 г. получава титлата принц (кошаку), а след смъртта на Хиробуми Ито (1909) отново застава начело на Тайния съвет и на практика е най-влиятелният японски политик до смъртта си. В началото на 20-те години Ямагата се оттегля от активната политика и умира на 1 февруари 1922 г. във вилата си в Одавара.

## Личен живот
Ямагата е талантлив градинар и дори днес създадените от него градини се смятат за шедьовър на японското изкуство. Освен това той се увлича по класическата японска поезия и сам пише стихове.